# Базовый французский язык
Базовый французский язык (фр. français fondamental), изначально — элементарный французский язык (фр. français élémentaire), — список слов и небольшое число грамматрических конструкций французского языка, изобретённые с целью обучения французскому языку.

## История
В 1950—1960-х годах Центром изучения элементарного французского языка (фр. Centre d'Etude du Français Élémentaire) была произведена серия опросов под руководством Жоржа Гугенайма.
Был найден ограниченный набор слов, постоянно использующихся в устной и письменной речи независимо от обстоятельств, а также выделено небольшое количество самых необходимых грамматических конструкций. Основной набор состоит из приблизительно 270 грамматических слов, 380 существительных, 200 глаголов, 100 прилагательных и 50 иных слов, всего около тысячи слов. Также был определён дополнительный набор из примерно 1500 слов для специфических обстоятельств.
На их основе был составлен список «первой степени» из 1475 слов, а позднее — список «второй степени» из 1609 слов. Базовый французский язык был одобрен Министерством национального образования Франции и являлся стандартом для учебников французского языка, особенно для аудиовизуальных материалов 1960-х годов.